# تيري كرافت
تيري كرافت (بالإنجليزية: Terry Craft)‏ هو حكم كرة قاعدة ‏ أمريكي، ولد في 9 ديسمبر 1954 في بورتسموث في الولايات المتحدة.